# 戈多維齊亞
49°45′51″N 23°55′9″E / 49.76417°N 23.91917°E
戈多維齊亞（烏克蘭語：Годовиця），是烏克蘭西部的村莊，隸屬利維夫州的利維夫區。該村始建於1371年，面積3.2平方公里，海拔高度297米，2016年人口872，人口密度每平方公里274.06人。